# دیر انطار
دیر انطار (به عربی: دير انطار) یک منطقهٔ مسکونی در لبنان است که در شهرستان بنت جبیل واقع شده‌است.